# Sarcophaga sternalis
Sarcophaga sternalis är en tvåvingeart som först beskrevs av Henry J. Reinhard 1939.  Sarcophaga sternalis ingår i släktet Sarcophaga och familjen köttflugor.
Artens utbredningsområde är Texas. Inga underarter finns listade i Catalogue of Life.